# 35.º Prêmio Jabuti
O 35º Prêmio Jabuti foi realizado em 1993, premiando obras literárias referentes a lançamentos de 1992.

## Prêmios
Os premiados foram:
- Filomena(?), Rachel de Queiroz, João Silvério Trevisan, José J. Veiga, Moacyr Scliar e Silviano Santiago, Romance
- Vilma Arêas, João Antônio, Otto Lara Rezende, Rubem Fonseca e Charles Kiefer, Contos/crônicas/novelas
- Arnaldo Antunes, Moacyr Amâncio, Carlos Drummond de Andrade, Haroldo de Campos/Inês Oseki-Depré e João Cabral de Mello Neto, Poesia
- Octavio Ianni, Antônio Cândido, Jerusa Pires Ferreira, Alberto Dines e Leyla Perrone-Moysés, Estudos literários - ensaios
- Carlos Nougué, Eric Nepomuceno, Barbara Heliodora, M. Hashimoto e Augusto de Campos, Tradução
- Angela Carneiro, Marina Colasanti, Lygia Bojunga Nunes, João Guimarães Rosa e Angelo Machado, Literatura infantil/juvenil
- Eni Puccinelli Orlandi, Alfredo Bosi, Manuela Carneiro da Cunha, José de Souza Martins e Adauto Novaes, Ciências humanas (exceto Letras)
- Djalma Nunes Paraná, Ademaro A. M. B. Cotrim, Paulo S. G. Magalhães/Luiz A. B. Cortez, Antônio N. Yossef/Vicente P. Fernandez e Bongiovani/Vissoto/Laureano, Ciências exatas
- Kenitiro Suguio, Leonor Patrícia Morellato, Paulo Eiró Gonsalves, Irany Novah Moraes, José R. C. Brás e Yara M. M. Castiglia, Ciências naturais
- Luiz Carlos Bresser Pereira, Vera Thorstensen, Gutemberg de Macedo, Idalberto Chiavenato e Vera Helena M. Franco, Economia, administração e negócios
- Rubens Matuck, Roger Mello, Cláudio Martins, Helena Alexandrino e Eva Furnari, Ilustrações
- Italo Calvino, Ruth Rocha e Otávio Roth, Melhor produção editorial - obra coleção
- Ângela Lago, Maria José Palo, Ruth Rocha, Otávio Roth, Jean Marzollo e José Paulo Pais, Melhor produção editorial - infantil/juvenil
- Georgina O'Hara, Manuela Carneiro da Cunha, Anna Bittencourt, Ana Mariani e Kazuo Wakabayashi, Melhor produção editorial - livro texto
- Victor Burton, Hélio Almeida e Moema Cavalcanti, Capista
- André Barcinski, Gilberto Dimenstein, Luciano Suassuna/Luís Costa Pinto, Caco Barcelos e G. Krieger/Luis A. Novaes/Tales Faria, Reportagem

## Ver Também
- Prêmio Prometheus
- Os 100 livros Que mais Influenciaram a Humanidade
- Nobel de Literatura